# Leonida Alemanni Casalpusterlengo
La Leonida Alemanni Casalpusterlengo, meglio nota con il suo acronimo Lac, fu un'azienda italiana di giocattoli a conduzione familiare principalmente nota per il marchio Ami-Lac utilizzato sulla linea di costruzioni meccaniche Articoli Metallici Ingegnosi.

## Prodotti metallici
La società fu fondata da Leonida Alemanni nel 1908, con uno stabilimento in via Dragoni 5, Casalpusterlengo (45.18173°N 9.65397°E) acquisito dalla famiglia Lampugnani. 
In questo periodo, la produzione principale fu costituita da imballaggi e giocattoli in latta, fatti salvi i periodi delle due Guerre Mondiali in cui la ditta produsse nastri (caricatori) per mitragliatrici. La capacità produttiva, associata al riutilizzo degli scarti della lavorazione, consentirono tuttavia il mantenimento della produzione di giocattoli. Il marchio utilizzato in questo periodo fu generalmente un semplice L. Alemanni..
Leonida Alemanni morì nel 1944 ed i suoi figli ereditarono il suo patrimonio industriale, in particolare Dante, che assistito da Ausonio si susseguì alla gestione dell'azienda sempre più concentrata sui giocattoli: in particolare, negli anni quaranta vennero prodotti in larga scala trenini a molla e successivamente trenini elettrici..
Nel 1962 cambiò nome in Alemanni Leonida di Dante Alemanni, mentre nel 1987 cessò l'attività.
Tuttavia, nel 1980 Ausonio Alemanni fondò una seconda azienda, nota semplicemente come Lac, che si occupò inizialmente della verniciatura dei prodotti della Leonida Alemanni, mentre dopo il 1987 proseguì a suo nome le attività della vecchia società.

## Articoli Metallici Ingegnosi
Nel 1954 la ditta acquisì la Fratelli Comerio di Busto Arsizio, che inventò negli anni venti circa le Costruzioni per l'ingegneria dei piccoli - Articoli Metallici Ingegnosi note anche semplicemente come Costruzioni Meccaniche, una linea di costruzioni metalliche di minor pregio destinate al mercato di massa ma compatibili con il più blasonato Meccano.
I principali kit della serie, numerati dall'1 al 9 dal più modesto al più grande, consistono in un generico assortimento di pezzi (principalmente pannelli, barre, e giunzioni realizzate in acciaio, neutro o verniciato in rosso/blu/giallo), bulloni, attrezzi per il loro assemblaggio (cacciavite a taglio piatto e chiave esagonale), nonché un manuale-catalogo-libretto di schemi.
Furono inoltre disponibili espansioni identificabili dalla lettera "a", che abbinate al kit base con lo stesso numero formano quello successivo: ad esempio il kit numero 4 combinato col kit 4a è equivalente alla scatola 5, a sua volta promuovibile alla numero 6 con l'acquisto della 5ª, e così via. I numeri a più cifre furono assegnati a progetti specifici.

## Chiusura
A novembre 2014 per difficoltà economiche anche la nuova Lac venne chiusa, e tutte le sue proprietà acquisite personalmente dall'allora proprietario Ausonio Alemanni, che decise di vendere i pezzi sottocosto agli appassionati.